# Кирилл II (митрополит Киевский)
Кири́лл II (ум. 6 декабря 1280, Переславль-Залесский, Владимиро-Суздальское княжество) — митрополит Киевский и всея Руси.
Инициатор «исхода» Киевской митрополии во Владимиро-Суздальское княжество после разорения монголами Киева и вступления Даниила Романовича в переговоры с папой Римским о признании Галицко-Волынского княжества королевством. Переход митрополии во Владимир-на-Клязьме был завершён преемником Кирилла митрополитом Максимом Киевским.

## Избрание
Около 1243 года Кирилл был избран собором епископов при поддержке князя Даниила Романовича в качестве нового предстоятеля митрополии, ибо Киевская кафедра опустела после захвата Киева монгольским ханом Батыем.
В 1246—1247 годах Кирилл ездил в Никею к Константинопольскому патриарху Мануилу II для официального поставления на Киевскую (Русскую) митрополию.

## Политическая деятельность
До 1251 года был близок к князю Галицкому Даниилу Романовичу. В 1246 году по дороге в Никею вёл переговоры с венгерским королём Белой IV Арпадом, закончившиеся браком венгерской принцессы и сына Даниила Галицкого. В 1250 году привёз дочь Даниила в жёны великому князю Андрею Ярославичу Владимирскому. Однако около 1251 года оставил Даниила Галицкого, который в 1253 году принял королевскую корону от папы римского.

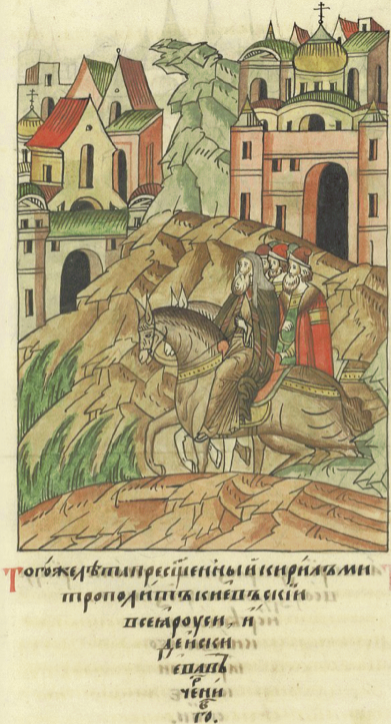
Митрополит Кирилл II едет в Чернигов

В 1251 году поехал в Новгород, где впервые встретился с Александром Невским. С 1251 года Кирилл почти постоянно пребывал на северо-востоке Руси, тесно сотрудничая с князем Александром Невским, постоянно разъезжал по стране, подолгу оставаясь во Владимире-на-Клязьме.
В 1252 году новгородский князь Александр Невский получил ярлык на Владимирское княжение вместо брата Андрея Ярославича, и митрополит торжественно встретил Александра Невского, возвратившегося из Орды, и посадил его на великое княжение. Как и князь Александр Невский, Кирилл избрал в своей политике путь признания господства монголов и противостояния западной католической экспансии.
Был близок к ордынскому хану Менгу-Тимуру. В русских летописях записано, что царь Менгу-Тимур и митрополит Кирилл направили епископа Сарайского Феогноста к императору Михаилу VIII и патриарху Константинопольскому как своего совместного посланника, с письмами и дарами от каждого из них. Это посольство, вероятно, состоялось около 1278 года, поскольку Феогност возвратился в Сарай в 1279 году. По всей видимости, отношения с мамлюкским Египтом обсуждались Феогностом с императором и патриархом. Во всяком случае, примерно в это же время Менгу-Тимур пытался установить прямую дипломатическую связь с Египтом через Константинополь.
Ему приписывают слова, которыми он в 1263 году возвестил народу во Владимире о смерти Александра Невского: «Чада моя милая, разумейте, яко заиде солнце Русской земли».

## Церковная деятельность
В 1251 году поставил в Новгороде епископом Далмата, вместо умершего Спиридона. Предположительно, около 1252 года Кирилл получил ярлык у Батыя, гарантирующий неприкосновенность православной церкви. Достоверно сохранился ярлык от 1267 года, выданный ханом Берке.
В 1258 году учредил епископию в Твери.
В 1261 году при содействии Александра Невского основал православную епархию в Сарае.
В 1262 году поставил в Ростове епископом Игнатия, вместо умершего Кирилла.
В 1274 году во Владимире состоялся Собор епископов Русской церкви, упорядочивший и восстановивший церковное законодательство, где была введена Сербская кормчая, наиболее распространённая впоследствии. В этом же году был поставлен во Владимире епископом Серапион Печерский, вместо епископа Митрофана, убитого монголами при взятии Владимира в 1238 году. В 1276 году зимой, будучи в Киеве, поставил в Новгород епископом Климентия, вместо умершего Далмата. В 1279 году исходатайствовал у хана Менгу-Тимура ярлык, которым ограждалась неприкосновенность веры и прав духовенства от посягательств монгольских чиновников.
Кирилл старался восстановить нормальную жизнь митрополии, нарушенную татаро-монгольским нашествием. Окормляя паству, постоянно разъезжал по Руси. Ставил епископов во Владимире, Ростове Великом, Сарае.

## Литературное творчество
Написал «Правило митрополита Кирилла».
С Кириллом связывают составление жизнеописания Даниила Галицкого, ставшее основой Галицко-Волынской летописи.

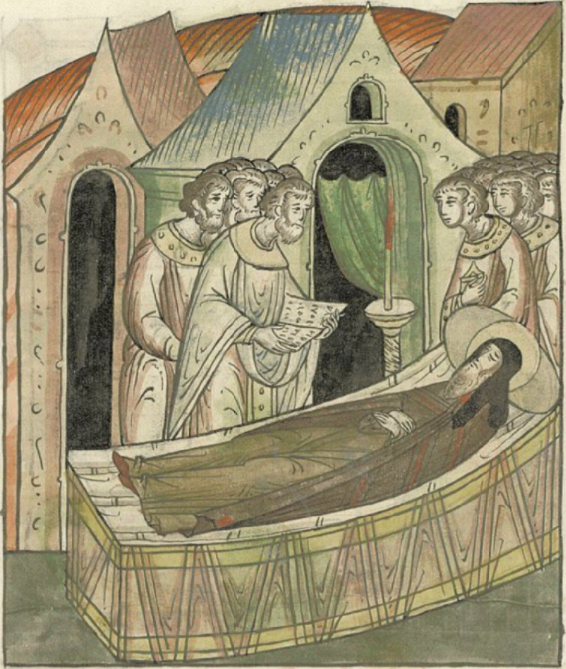
Смерть митрополита. Миниатюра из Лицевого летописного свода

## Смерть
Умер 6 декабря 1280 года во время проходившего в Переяславле-Залесском Собора с участием северо-русских епископов (новгородского архиепископа Климента, ростовского епископа Игнатия и владимирского епископа Феодора) и великого князя Дмитрия Александровича Переяславского. Похоронен в Софийском соборе Киева.

## Образ в кино
- Даниил — князь Галицкий (СССР) (1987), режиссёр Ярослав Лупий. В роли Кирилла II — М. Иоель
- Житие Александра Невского (СССР) (1991), режиссёр Георгий Кузнецов. В роли Кирилла II — Вацлав Дворжецкий